# Morinia nigerrima
Morinia nigerrima är en tvåvingeart som först beskrevs av Herting 1961.  Morinia nigerrima ingår i släktet Morinia och familjen spyflugor. Inga underarter finns listade i Catalogue of Life.